# Alaíde Borba
Alaíde Borba (Rio de Janeiro, ? — ?) foi uma ativista política brasileira filiada ao Partido Republicano Paulista (PRP).

## Vida
Nasceu no Rio de Janeiro, mas logo seus pais a levaram para São Paulo, onde viveu o resto de sua vida. Mais tarde, engajou-se na luta política, participando da reorganização e discursando em comícios do Partido Republicano Paulista. Com a Revolução Constitucionalista de 1932, Alaíde participou do movimento M.M.D.C., nome que homenageava os mártires do levante, prestando auxílio aos revoltosos.
Lançou candidatura à Assembleia Legislativa de São Paulo nas eleições de 1936, mas sem conseguir ser eleita. Era vice-presidente e representante social da Liga das Senhoras Católicas (atual Liga Solidária), quando ajudou a fundar a Cidade dos Meninos, uma instituição filantrópica que atende crianças e adolescentes de baixa renda, e o Complexo Educacional Educandário Dom Duarte. Sua luta contra a mendicância em São Paulo foi reconhecida e Alaíde ganhou uma placa de bronze em seu nome no bairro Vila Mascote.